# ملیسا اوردوی
ملیسا اوردوی (انگلیسی: Melissa Ordway؛ زادهٔ ۳۱ مارس ۱۹۸۳) یک هنرپیشه اهل ایالات متحده آمریکا است. وی از سال ۲۰۰۴ میلادی تاکنون مشغول فعالیت بوده‌است.
از فیلم‌های معروف او می‌توان به فیلم توماس عجیب اشاره کرد.